# Aeroportul Penn Valley
Aeroportul Penn Valley (IATA: SEG, ICAO: KSEG, FAA LID: SEG) este un aeroport din Pennsylvania, Statele Unite ale Americii ce deservește zona Selinsgrove⁠(d). Aeroportul a fost tranzitat în 2019 de 108 pasageri.
Situat la o altitudine de 141 m, aeroportul dispune de 1 pistă.

## Infrastructură

### Piste
Aeroportul dispune de o singură pistă. Pista 17/35 are suprafața de asfalt și dimensiunile 4.760 picioare × 75 picioare. 